# Martin Nelson

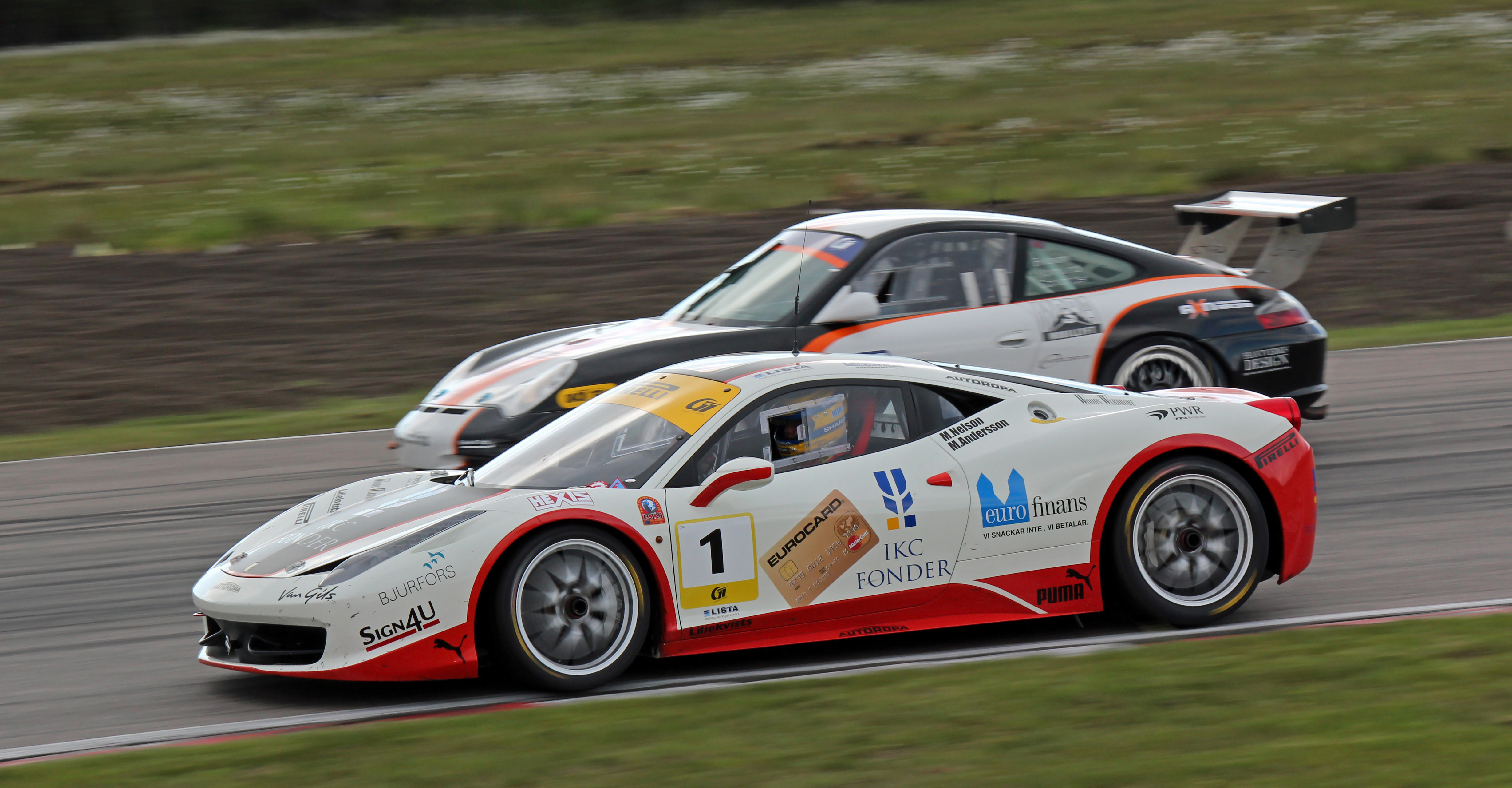
Martin Nelsons Ferrari 458 Challenge körd av Mattias Andersson på Anderstorp Raceway 2012.

Martin Nelson, född 31 juli 1978 i Hultsfreds församling, är en svensk racerförare och delägare i Autoropa. Nelson blev mästare i GTA-klassen i Swedish GT Series säsongen 2010, körandes en Ferrari F430 Challenge, och GTB-klassen med Mikael Olsson (racerförare)Mikael Ohlsson 2011, i en Ferrari 458 Challenge. Under säsongen 2012 tävlar han återigen i GTA, tillsammans med Mattias Andersson.

## Racingkarriär
Martin Nelson har under sin karriär uteslutande tävlat för Scuderia Autoropa med Ferrari. År 2008 blev han tvåa i Ferrari Challenge Scandinavia bakom Oscar Palm, följt av en femteplats säsongen 2009.
När Swedish GT Series skapades inför 2010, flyttade Nelson upp till mästerskapets GTA-klass. Han vann endast ett race, säsongsöppningen på Anderstorp Raceway, men med pallplatser i fyra av årets fem tävlingar blev han mästare med stor marginal ned till tvåorna. Sämre blev det inte när han parade ihop sig med Mikael Ohlsson till 2011 i den nya Ferrarimodellen, Ferrari 458 Challenge. De vann samtliga race och vann därmed mästerskapet.
Mattias Andersson blev Nelsons nya partner 2012. I samma bil som det föregående året och i samma klass (vilken dock bytt namn till GTA) vann de racen på både Karlskoga Motorstadion och Anderstorp Raceway samt finalen på Tierp Arena. Martin Nelson och Mattias Andersson vann även säsongen 2012 totalt i Swedish GT, vilket innebar att Martin Nelson vunnit Swedish GT samtliga år serien körts, mästare 2010, 2011 samt 2012. 

### Karriärstatistik
| År                                               | Klass/Mästerskap                            | Team                  | Bil                    | Starter                              | Totalt/poäng                         | Bästa placering                      |
| ------------------------------------------------ | ------------------------------------------- | --------------------- | ---------------------- | ------------------------------------ | ------------------------------------ | ------------------------------------ |
| 2008                                             | Ferrari 430 Challenge Scandinavia – NEZ Cup | Scuderia Autoropa     | Ferrari 430 Challenge  | ?/?                                  | 2:a/24p                              | ?                                    |
| 2009                                             | Ferrari Challenge Scandinavia               | Scuderia Autoropa     | Ferrari 360 Challenge  | ?/?                                  | 5:a/53p                              | ?                                    |
| 2010                                             | Swedish GT Series – GTA                     | IKC Scuderia Autoropa | Ferrari F430 Challenge | 5/5                                  | 1:a/36p                              | 1:a på Anderstorp Raceway            |
| 2011                                             | Swedish GT Series – GTB                     | IKC Scuderia Autoropa | Ferrari 458 Challenge  | 5/5                                  | 1:a/35p                              | Fem segrar                           |
| 2012                                             | Swedish GT Series – GTA                     | IKC Scuderia Autoropa | Ferrari 458 Challenge  | Totaltvinnare Swedish GT 2012        | Totaltvinnare Swedish GT 2012        | Totaltvinnare Swedish GT 2012        |
| 2012                                             | GT Sprint Cup – GTA                         | IKC Scuderia Autoropa | Ferrari 458 Challenge  | Totalvinnare Swedish GT 2012 på 100p | Totalvinnare Swedish GT 2012 på 100p | Totalvinnare Swedish GT 2012 på 100p |
| Senast uppdaterad: 2012-09-15 (4475 dagar sedan) |                                             |                       |                        |                                      |                                      |                                      |